# プロピオール酸メチル
プロピオール酸メチルは、化学式HC2CO2CH3で表される、プロピオール酸のメチルエステルである。有機溶媒と混和性のある無色の液体で、アルキン基の求電子性を利用して有機化合物を合成するための試薬として用いられる。

## 法規情報
日本の消防法では、危険物第4類 第一石油類（非水溶性）に区分される。